# Blécourt (Haute-Marne)
Blécourt ist eine französische Gemeinde mit 115 Einwohnern (Stand 1. Januar 2022) im Département Haute-Marne in der Region Grand Est. Sie gehört zum Arrondissement Saint-Dizier und zum Kanton Joinville. 

## Lage
Die Gemeinde Blécourt liegt etwa auf halbem Weg zwischen den Städten Saint-Dizier und Chaumont. Sie ist umgeben von folgenden Nachbargemeinden:
|               | Ferrière-et-Lafolie                         |                   |
| Brachay       | Kompassrose, die auf Nachbargemeinden zeigt | Mussey-sur-Marne  |
| Flammerécourt |                                             | Rouvroy-sur-Marne |

Im Westen der Gemeinde stehen drei Windkraftanlagen des Windparks Éolien des Éparmont.

## Bevölkerungsentwicklung

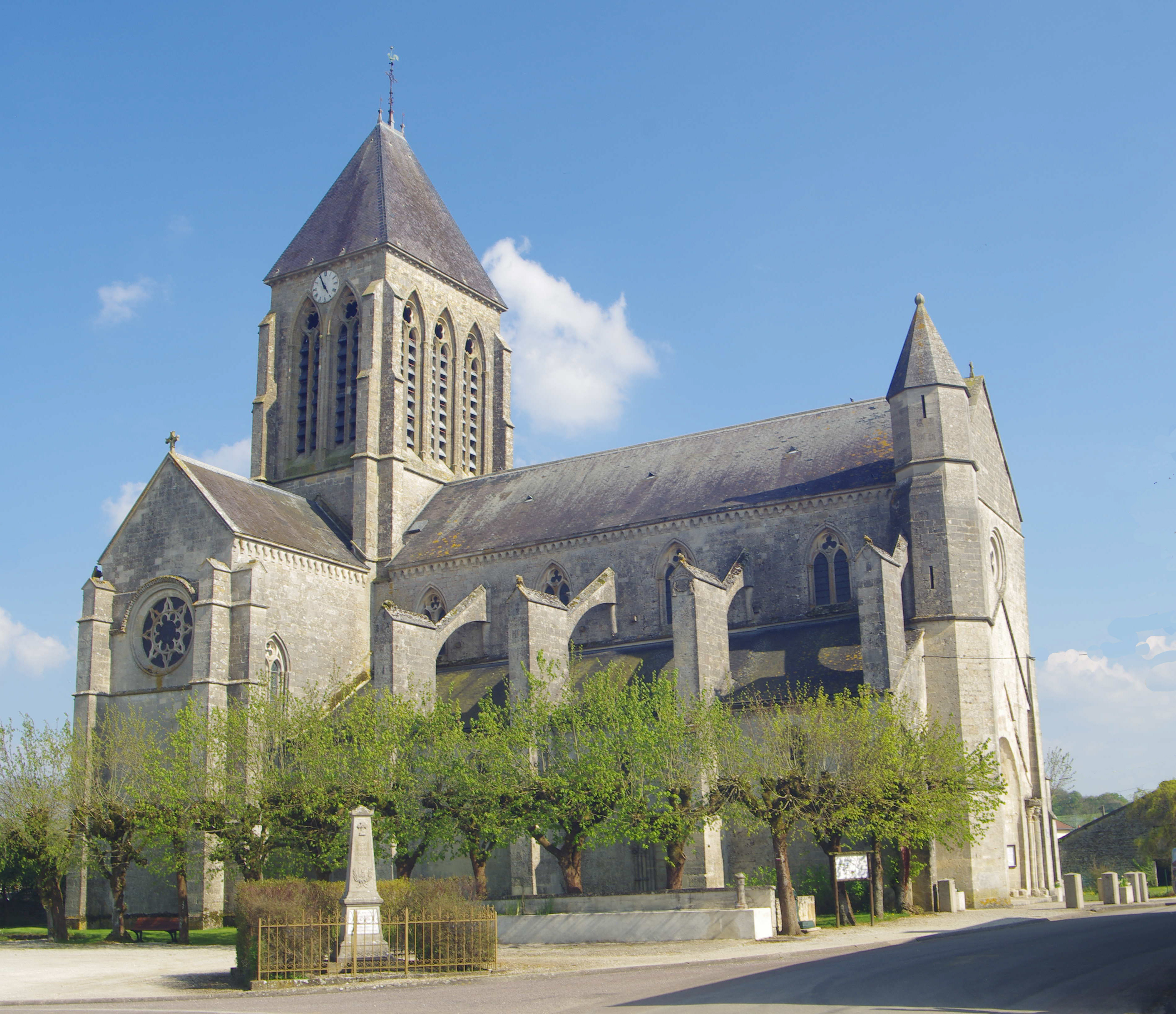
Kirche Notre-Dame, Monument historique seit 1862

| Jahr                       | 1962 | 1968 | 1975 | 1982 | 1990 | 1999 | 2008 | 2019 |
| -------------------------- | ---- | ---- | ---- | ---- | ---- | ---- | ---- | ---- |
| Einwohner                  | 137  | 136  | 136  | 130  | 105  | 118  | 109  | 115  |
| Quellen: Cassini und INSEE |      |      |      |      |      |      |      |      |